# Vuelta a Bélgica 2022
La 91.ª edición de la Vuelta a Bélgica fue una carrera de ciclismo en ruta por etapas que se celebró entre el 15 y el 19 de junio de 2022 con inicio en la ciudad de Merelbeke y final en la ciudad de Beringen en Bélgica. El recorrido constó de un total de 5 etapas sobre una distancia total de 717,9 km.
La carrera hizo parte del circuito UCI ProSeries, dentro de la categoría 2.Pro, y fue ganada por el suizo Mauro Schmid del Quick-Step Alpha Vinyl. Completaron el podio, como segundo y tercer clasificado respectivamente, los belgas Tim Wellens del Lotto Soudal y Quinten Hermans del Intermarché-Wanty-Gobert Matériaux.

## Equipos participantes
Tomaron parte en la carrera 22 equipos: 8 de categoría UCI WorldTeam, 6 de categoría UCI ProTeam y 8 de categoría Continental. Formaron así un pelotón de 151 ciclistas de los que acabaron 125. Los equipos participantes fueron:
| WorldTeams (8)- Bora-Hansgrohe - Intermarché-Wanty-Gobert Matériaux - Lotto-Soudal - Quick-Step Alpha Vinyl - Israel-Premier Tech - Team DSM - Trek-Segafredo - Cofidis ProTeams (6)- B&B Hotels-KTM - Bingoal Pauwels Sauces WB - Sport Vlaanderen-Baloise - Arkéa-Samsic - Uno-X Pro Cycling Team - Alpecin-Fenix Equipos continentales (7)- Baloise Trek Lions - Minerva Cycling Team - Tarteletto-Isorex - BEAT Cycling - VolkerWessels Cycling Team - Geofco Doltcini Matériel-vélo.com - Bolton Equities Black Spoke Pro Cycling Unknown team category- Pauwels Sauzen-Bingoal |
| |

## Etapas
| Etapa     | Fecha     | Recorrido               | type                    | Distancia (km) | Desnivel (m) | Ganador          | Líder         |
| --------- | --------- | ----------------------- | ----------------------- | -------------- | ------------ | ---------------- | ------------- |
| 1.ª etapa | 15 de jun | Merelbeke – Maarkedal   | etapa llana             | 169,9          | 1798 m       | Mads Pedersen    | Mads Pedersen |
| 2.ª etapa | 16 de jun | Beveren – Knokke-Heist  | etapa llana             | 178,9          | 181 m        | Jasper Philipsen | Mads Pedersen |
| 3.ª etapa | 17 de jun | Scherpenheuvel – Zichem | contrarreloj individual | 11,8           | 49 m         | Yves Lampaert    | Mads Pedersen |
| 4.ª etapa | 18 de jun | Durbuy – Durbuy         | etapa escarpada         | 175,2          | 3326 m       | Quinten Hermans  | Mauro Schmid  |
| 5.ª etapa | 19 de jun | Gingelom – Beringen     | etapa llana             | 182,1          | 685 m        | Fabio Jakobsen   | Mauro Schmid  |

## Desarrollo de la carrera

### 1.ª etapa
| Merelbeke - Maarkedal | etapa llana | (169,9 km) |

| \| Clasificación de la etapa \| Clasificación de la etapa \| Clasificación de la etapa \| Clasificación de la etapa \| Clasificación de la etapa \| \| Ciclista \| Ciclista \| Equipo \| Tiempo \| \| \| ------------------------- \| ------------------------- \| ---------------------------------- \| ------------------------- \| ------------------------- \| \| 1.º \| Mads Pedersen \| Trek-Segafredo \| 3 h 49 min 35 s \| \| \| 2.º \| Tim Wellens \| Lotto-Soudal \| + 0 s \| \| \| 3.º \| Jasper Philipsen \| Alpecin-Fenix \| + 0 s \| \| \| 4.º \| Quinten Hermans \| Intermarché-Wanty-Gobert Matériaux \| + 0 s \| \| \| 5.º \| Robbe Ghys \| Sport Vlaanderen-Baloise \| + 0 s \| \| \| 6.º \| Lorenzo Rota \| Intermarché-Wanty-Gobert Matériaux \| + 0 s \| \| \| 7.º \| Florian Sénéchal \| Quick-Step Alpha Vinyl \| + 0 s \| \| \| 8.º \| Axel Zingle \| Cofidis \| + 0 s \| \| \| 9.º \| Julian Mertens \| Sport Vlaanderen-Baloise \| + 0 s \| \| \| 10.º \| Alberto Dainese \| Team DSM \| + 0 s \| \| |                  |                                    |                 |
| |                  |                                    |                 |
| Fuente: ProCyclingStats |                  |                                    |                 |
| Clasificación de la etapa |                  |                                    |                 |
| Ciclista | Ciclista         | Equipo                             | Tiempo          |
| 1.º | Mads Pedersen    | Trek-Segafredo                     | 3 h 49 min 35 s |
| 2.º | Tim Wellens      | Lotto-Soudal                       | + 0 s           |
| 3.º | Jasper Philipsen | Alpecin-Fenix                      | + 0 s           |
| 4.º | Quinten Hermans  | Intermarché-Wanty-Gobert Matériaux | + 0 s           |
| 5.º | Robbe Ghys       | Sport Vlaanderen-Baloise           | + 0 s           |
| 6.º | Lorenzo Rota     | Intermarché-Wanty-Gobert Matériaux | + 0 s           |
| 7.º | Florian Sénéchal | Quick-Step Alpha Vinyl             | + 0 s           |
| 8.º | Axel Zingle      | Cofidis                            | + 0 s           |
| 9.º | Julian Mertens   | Sport Vlaanderen-Baloise           | + 0 s           |
| 10.º | Alberto Dainese  | Team DSM                           | + 0 s           |

| \| Clasificación general \| Clasificación general \| Clasificación general \| Clasificación general \| Clasificación general \| \| Ciclista \| Ciclista \| Equipo \| Tiempo \| \| \| --------------------- \| --------------------- \| ---------------------------------- \| --------------------- \| --------------------- \| \| 1.º \| Mads Pedersen \| Trek-Segafredo \| 3 h 49 min 19 s \| \| \| 2.º \| Tim Wellens \| Lotto-Soudal \| + 8 s \| \| \| 3.º \| Mauro Schmid \| Quick-Step Alpha Vinyl \| + 10 s \| \| \| 4.º \| Jasper Philipsen \| Alpecin-Fenix \| + 12 s \| \| \| 5.º \| Yves Lampaert \| Quick-Step Alpha Vinyl \| + 13 s \| \| \| 6.º \| Quinten Hermans \| Intermarché-Wanty-Gobert Matériaux \| + 16 s \| \| \| 7.º \| Robbe Ghys \| Sport Vlaanderen-Baloise \| + 16 s \| \| \| 8.º \| Lorenzo Rota \| Intermarché-Wanty-Gobert Matériaux \| + 16 s \| \| \| 9.º \| Florian Sénéchal \| Quick-Step Alpha Vinyl \| + 16 s \| \| \| 10.º \| Axel Zingle \| Cofidis \| + 16 s \| \| |                  |                                    |                 |
| |                  |                                    |                 |
| Fuente: ProCyclingStats |                  |                                    |                 |
| Clasificación general |                  |                                    |                 |
| Ciclista | Ciclista         | Equipo                             | Tiempo          |
| 1.º | Mads Pedersen    | Trek-Segafredo                     | 3 h 49 min 19 s |
| 2.º | Tim Wellens      | Lotto-Soudal                       | + 8 s           |
| 3.º | Mauro Schmid     | Quick-Step Alpha Vinyl             | + 10 s          |
| 4.º | Jasper Philipsen | Alpecin-Fenix                      | + 12 s          |
| 5.º | Yves Lampaert    | Quick-Step Alpha Vinyl             | + 13 s          |
| 6.º | Quinten Hermans  | Intermarché-Wanty-Gobert Matériaux | + 16 s          |
| 7.º | Robbe Ghys       | Sport Vlaanderen-Baloise           | + 16 s          |
| 8.º | Lorenzo Rota     | Intermarché-Wanty-Gobert Matériaux | + 16 s          |
| 9.º | Florian Sénéchal | Quick-Step Alpha Vinyl             | + 16 s          |
| 10.º | Axel Zingle      | Cofidis                            | + 16 s          |

### 2.ª etapa
| Beveren - Knokke-Heist | etapa llana | (178,9 km) |

| \| Clasificación de la etapa \| Clasificación de la etapa \| Clasificación de la etapa \| Clasificación de la etapa \| Clasificación de la etapa \| \| Ciclista \| Ciclista \| Equipo \| Tiempo \| \| \| ------------------------- \| ------------------------- \| ---------------------------------- \| ------------------------- \| ------------------------- \| \| 1.º \| Jasper Philipsen \| Alpecin-Fenix \| 3 h 48 min 42 s \| \| \| 2.º \| Danny van Poppel \| Bora-Hansgrohe \| + 0 s \| \| \| 3.º \| Mads Pedersen \| Trek-Segafredo \| + 0 s \| \| \| 4.º \| Arnaud De Lie \| Lotto-Soudal \| + 0 s \| \| \| 5.º \| Sasha Weemaes \| Sport Vlaanderen-Baloise \| + 0 s \| \| \| 6.º \| Alberto Dainese \| Team DSM \| + 0 s \| \| \| 7.º \| Fabio Jakobsen \| Quick-Step Alpha Vinyl \| + 0 s \| \| \| 8.º \| Hugo Hofstetter \| Arkéa-Samsic \| + 0 s \| \| \| 9.º \| Stanisław Aniołkowski \| Bingoal Pauwels Sauces WB \| + 0 s \| \| \| 10.º \| Gerben Thijssen \| Intermarché-Wanty-Gobert Matériaux \| + 0 s \| \| |                       |                                    |                 |
| |                       |                                    |                 |
| Fuente: ProCyclingStats |                       |                                    |                 |
| Clasificación de la etapa |                       |                                    |                 |
| Ciclista | Ciclista              | Equipo                             | Tiempo          |
| 1.º | Jasper Philipsen      | Alpecin-Fenix                      | 3 h 48 min 42 s |
| 2.º | Danny van Poppel      | Bora-Hansgrohe                     | + 0 s           |
| 3.º | Mads Pedersen         | Trek-Segafredo                     | + 0 s           |
| 4.º | Arnaud De Lie         | Lotto-Soudal                       | + 0 s           |
| 5.º | Sasha Weemaes         | Sport Vlaanderen-Baloise           | + 0 s           |
| 6.º | Alberto Dainese       | Team DSM                           | + 0 s           |
| 7.º | Fabio Jakobsen        | Quick-Step Alpha Vinyl             | + 0 s           |
| 8.º | Hugo Hofstetter       | Arkéa-Samsic                       | + 0 s           |
| 9.º | Stanisław Aniołkowski | Bingoal Pauwels Sauces WB          | + 0 s           |
| 10.º | Gerben Thijssen       | Intermarché-Wanty-Gobert Matériaux | + 0 s           |

| \| Clasificación general \| Clasificación general \| Clasificación general \| Clasificación general \| Clasificación general \| \| Ciclista \| Ciclista \| Equipo \| Tiempo \| \| \| --------------------- \| --------------------- \| ---------------------------------- \| --------------------- \| --------------------- \| \| 1.º \| Mads Pedersen \| Trek-Segafredo \| 7 h 37 min 57 s \| \| \| 2.º \| Jasper Philipsen \| Alpecin-Fenix \| + 6 s \| \| \| 3.º \| Tim Wellens \| Lotto-Soudal \| + 12 s \| \| \| 4.º \| Danny van Poppel \| Bora-Hansgrohe \| + 14 s \| \| \| 5.º \| Mauro Schmid \| Quick-Step Alpha Vinyl \| + 14 s \| \| \| 6.º \| Quinten Hermans \| Intermarché-Wanty-Gobert Matériaux \| + 17 s \| \| \| 7.º \| Yves Lampaert \| Quick-Step Alpha Vinyl \| + 17 s \| \| \| 8.º \| Florian Sénéchal \| Quick-Step Alpha Vinyl \| + 17 s \| \| \| 9.º \| Loïc Vliegen \| Intermarché-Wanty-Gobert Matériaux \| + 18 s \| \| \| 10.º \| Axel Zingle \| Cofidis \| + 19 s \| \| |                  |                                    |                 |
| |                  |                                    |                 |
| Fuente: ProCyclingStats |                  |                                    |                 |
| Clasificación general |                  |                                    |                 |
| Ciclista | Ciclista         | Equipo                             | Tiempo          |
| 1.º | Mads Pedersen    | Trek-Segafredo                     | 7 h 37 min 57 s |
| 2.º | Jasper Philipsen | Alpecin-Fenix                      | + 6 s           |
| 3.º | Tim Wellens      | Lotto-Soudal                       | + 12 s          |
| 4.º | Danny van Poppel | Bora-Hansgrohe                     | + 14 s          |
| 5.º | Mauro Schmid     | Quick-Step Alpha Vinyl             | + 14 s          |
| 6.º | Quinten Hermans  | Intermarché-Wanty-Gobert Matériaux | + 17 s          |
| 7.º | Yves Lampaert    | Quick-Step Alpha Vinyl             | + 17 s          |
| 8.º | Florian Sénéchal | Quick-Step Alpha Vinyl             | + 17 s          |
| 9.º | Loïc Vliegen     | Intermarché-Wanty-Gobert Matériaux | + 18 s          |
| 10.º | Axel Zingle      | Cofidis                            | + 19 s          |

### 3.ª etapa
| Scherpenheuvel - Zichem | contrarreloj individual | (11,8 km) |

| \| Clasificación de la etapa \| Clasificación de la etapa \| Clasificación de la etapa \| Clasificación de la etapa \| Clasificación de la etapa \| \| Ciclista \| Ciclista \| Equipo \| Tiempo \| \| \| ------------------------- \| ------------------------- \| --------------------------------------- \| ------------------------- \| ------------------------- \| \| 1.º \| Yves Lampaert \| Quick-Step Alpha Vinyl \| 13 min 39 s \| \| \| 2.º \| Mads Pedersen \| Trek-Segafredo \| + 7 s \| \| \| 3.º \| Daan Hoole \| Trek-Segafredo \| + 10 s \| \| \| 4.º \| Oscar Riesebeek \| Alpecin-Fenix \| + 12 s \| \| \| 5.º \| Lasse Norman Leth \| Uno-X Pro Cycling Team \| + 14 s \| \| \| 6.º \| Florian Vermeersch \| Lotto-Soudal \| + 14 s \| \| \| 7.º \| Aaron Gate \| Bolton Equities Black Spoke Pro Cycling \| + 16 s \| \| \| 8.º \| Alex Kirsch \| Trek-Segafredo \| + 16 s \| \| \| 9.º \| Jordi Meeus \| Bora-Hansgrohe \| + 17 s \| \| \| 10.º \| Tim Wellens \| Lotto-Soudal \| + 19 s \| \| |                    |                                         |             |
| |                    |                                         |             |
| Fuente: ProCyclingStats |                    |                                         |             |
| Clasificación de la etapa |                    |                                         |             |
| Ciclista | Ciclista           | Equipo                                  | Tiempo      |
| 1.º | Yves Lampaert      | Quick-Step Alpha Vinyl                  | 13 min 39 s |
| 2.º | Mads Pedersen      | Trek-Segafredo                          | + 7 s       |
| 3.º | Daan Hoole         | Trek-Segafredo                          | + 10 s      |
| 4.º | Oscar Riesebeek    | Alpecin-Fenix                           | + 12 s      |
| 5.º | Lasse Norman Leth  | Uno-X Pro Cycling Team                  | + 14 s      |
| 6.º | Florian Vermeersch | Lotto-Soudal                            | + 14 s      |
| 7.º | Aaron Gate         | Bolton Equities Black Spoke Pro Cycling | + 16 s      |
| 8.º | Alex Kirsch        | Trek-Segafredo                          | + 16 s      |
| 9.º | Jordi Meeus        | Bora-Hansgrohe                          | + 17 s      |
| 10.º | Tim Wellens        | Lotto-Soudal                            | + 19 s      |

| \| Clasificación general \| Clasificación general \| Clasificación general \| Clasificación general \| Clasificación general \| \| Ciclista \| Ciclista \| Equipo \| Tiempo \| \| \| --------------------- \| --------------------- \| ---------------------------------- \| --------------------- \| --------------------- \| \| 1.º \| Mads Pedersen \| Trek-Segafredo \| 7 h 51 min 43 s \| \| \| 2.º \| Yves Lampaert \| Quick-Step Alpha Vinyl \| + 10 s \| \| \| 3.º \| Tim Wellens \| Lotto-Soudal \| + 24 s \| \| \| 4.º \| Oscar Riesebeek \| Alpecin-Fenix \| + 25 s \| \| \| 5.º \| Jasper Philipsen \| Alpecin-Fenix \| + 28 s \| \| \| 6.º \| Mauro Schmid \| Quick-Step Alpha Vinyl \| + 28 s \| \| \| 7.º \| Axel Zingle \| Cofidis \| + 38 s \| \| \| 8.º \| Florian Sénéchal \| Quick-Step Alpha Vinyl \| + 43 s \| \| \| 9.º \| Quinten Hermans \| Intermarché-Wanty-Gobert Matériaux \| + 46 s \| \| \| 10.º \| Danny van Poppel \| Bora-Hansgrohe \| + 48 s \| \| |                  |                                    |                 |
| |                  |                                    |                 |
| Fuente: ProCyclingStats |                  |                                    |                 |
| Clasificación general |                  |                                    |                 |
| Ciclista | Ciclista         | Equipo                             | Tiempo          |
| 1.º | Mads Pedersen    | Trek-Segafredo                     | 7 h 51 min 43 s |
| 2.º | Yves Lampaert    | Quick-Step Alpha Vinyl             | + 10 s          |
| 3.º | Tim Wellens      | Lotto-Soudal                       | + 24 s          |
| 4.º | Oscar Riesebeek  | Alpecin-Fenix                      | + 25 s          |
| 5.º | Jasper Philipsen | Alpecin-Fenix                      | + 28 s          |
| 6.º | Mauro Schmid     | Quick-Step Alpha Vinyl             | + 28 s          |
| 7.º | Axel Zingle      | Cofidis                            | + 38 s          |
| 8.º | Florian Sénéchal | Quick-Step Alpha Vinyl             | + 43 s          |
| 9.º | Quinten Hermans  | Intermarché-Wanty-Gobert Matériaux | + 46 s          |
| 10.º | Danny van Poppel | Bora-Hansgrohe                     | + 48 s          |

### 4.ª etapa
| Durbuy - Durbuy | etapa escarpada | (175,2 km) |

| \| Clasificación de la etapa \| Clasificación de la etapa \| Clasificación de la etapa \| Clasificación de la etapa \| Clasificación de la etapa \| \| Ciclista \| Ciclista \| Equipo \| Tiempo \| \| \| ------------------------- \| ------------------------- \| ---------------------------------- \| ------------------------- \| ------------------------- \| \| 1.º \| Quinten Hermans \| Intermarché-Wanty-Gobert Matériaux \| 4 h 19 min 39 s \| \| \| 2.º \| Mauro Schmid \| Quick-Step Alpha Vinyl \| + 0 s \| \| \| 3.º \| Tim Wellens \| Lotto-Soudal \| + 4 s \| \| \| 4.º \| Lorenzo Rota \| Intermarché-Wanty-Gobert Matériaux \| + 6 s \| \| \| 5.º \| Dries De Bondt \| Alpecin-Fenix \| + 29 s \| \| \| 6.º \| Victor Campenaerts \| Lotto-Soudal \| + 29 s \| \| \| 7.º \| Mark Donovan \| Team DSM \| + 2 min 20 s \| \| \| 8.º \| Yves Lampaert \| Quick-Step Alpha Vinyl \| + 2 min 22 s \| \| \| 9.º \| Mads Pedersen \| Trek-Segafredo \| + 2 min 27 s \| \| \| 10.º \| Jasper Philipsen \| Alpecin-Fenix \| + 2 min 27 s \| \| |                    |                                    |                 |
| |                    |                                    |                 |
| Fuente: ProCyclingStats |                    |                                    |                 |
| Clasificación de la etapa |                    |                                    |                 |
| Ciclista | Ciclista           | Equipo                             | Tiempo          |
| 1.º | Quinten Hermans    | Intermarché-Wanty-Gobert Matériaux | 4 h 19 min 39 s |
| 2.º | Mauro Schmid       | Quick-Step Alpha Vinyl             | + 0 s           |
| 3.º | Tim Wellens        | Lotto-Soudal                       | + 4 s           |
| 4.º | Lorenzo Rota       | Intermarché-Wanty-Gobert Matériaux | + 6 s           |
| 5.º | Dries De Bondt     | Alpecin-Fenix                      | + 29 s          |
| 6.º | Victor Campenaerts | Lotto-Soudal                       | + 29 s          |
| 7.º | Mark Donovan       | Team DSM                           | + 2 min 20 s    |
| 8.º | Yves Lampaert      | Quick-Step Alpha Vinyl             | + 2 min 22 s    |
| 9.º | Mads Pedersen      | Trek-Segafredo                     | + 2 min 27 s    |
| 10.º | Jasper Philipsen   | Alpecin-Fenix                      | + 2 min 27 s    |

| \| Clasificación general \| Clasificación general \| Clasificación general \| Clasificación general \| Clasificación general \| \| Ciclista \| Ciclista \| Equipo \| Tiempo \| \| \| --------------------- \| --------------------- \| ---------------------------------- \| --------------------- \| --------------------- \| \| 1.º \| Mauro Schmid \| Quick-Step Alpha Vinyl \| 12 h 11 min 41 s \| \| \| 2.º \| Tim Wellens \| Lotto-Soudal \| + 0 s \| \| \| 3.º \| Quinten Hermans \| Intermarché-Wanty-Gobert Matériaux \| + 8 s \| \| \| 4.º \| Lorenzo Rota \| Intermarché-Wanty-Gobert Matériaux \| + 41 s \| \| \| 5.º \| Victor Campenaerts \| Lotto-Soudal \| + 1 min 05 s \| \| \| 6.º \| Dries De Bondt \| Alpecin-Fenix \| + 1 min 50 s \| \| \| 7.º \| Mads Pedersen \| Trek-Segafredo \| + 2 min 08 s \| \| \| 8.º \| Yves Lampaert \| Quick-Step Alpha Vinyl \| + 2 min 13 s \| \| \| 9.º \| Oscar Riesebeek \| Alpecin-Fenix \| + 2 min 33 s \| \| \| 10.º \| Jasper Philipsen \| Alpecin-Fenix \| + 2 min 36 s \| \| |                    |                                    |                  |
| |                    |                                    |                  |
| Fuente: ProCyclingStats |                    |                                    |                  |
| Clasificación general |                    |                                    |                  |
| Ciclista | Ciclista           | Equipo                             | Tiempo           |
| 1.º | Mauro Schmid       | Quick-Step Alpha Vinyl             | 12 h 11 min 41 s |
| 2.º | Tim Wellens        | Lotto-Soudal                       | + 0 s            |
| 3.º | Quinten Hermans    | Intermarché-Wanty-Gobert Matériaux | + 8 s            |
| 4.º | Lorenzo Rota       | Intermarché-Wanty-Gobert Matériaux | + 41 s           |
| 5.º | Victor Campenaerts | Lotto-Soudal                       | + 1 min 05 s     |
| 6.º | Dries De Bondt     | Alpecin-Fenix                      | + 1 min 50 s     |
| 7.º | Mads Pedersen      | Trek-Segafredo                     | + 2 min 08 s     |
| 8.º | Yves Lampaert      | Quick-Step Alpha Vinyl             | + 2 min 13 s     |
| 9.º | Oscar Riesebeek    | Alpecin-Fenix                      | + 2 min 33 s     |
| 10.º | Jasper Philipsen   | Alpecin-Fenix                      | + 2 min 36 s     |

### 5.ª etapa
| Gingelom - Beringen | etapa llana | (182,1 km) |

| \| Clasificación de la etapa \| Clasificación de la etapa \| Clasificación de la etapa \| Clasificación de la etapa \| Clasificación de la etapa \| \| Ciclista \| Ciclista \| Equipo \| Tiempo \| \| \| ------------------------- \| ------------------------- \| ---------------------------------- \| ------------------------- \| ------------------------- \| \| 1.º \| Fabio Jakobsen \| Quick-Step Alpha Vinyl \| 3 h 47 min 03 s \| \| \| 2.º \| Jasper Philipsen \| Alpecin-Fenix \| + 0 s \| \| \| 3.º \| Gerben Thijssen \| Intermarché-Wanty-Gobert Matériaux \| + 0 s \| \| \| 4.º \| Sam Bennett \| Bora-Hansgrohe \| + 0 s \| \| \| 5.º \| Max Walscheid \| Cofidis \| + 0 s \| \| \| 6.º \| Amaury Capiot \| Arkéa-Samsic \| + 0 s \| \| \| 7.º \| Mads Pedersen \| Trek-Segafredo \| + 0 s \| \| \| 8.º \| Alberto Dainese \| Team DSM \| + 0 s \| \| \| 9.º \| Sasha Weemaes \| Sport Vlaanderen-Baloise \| + 0 s \| \| \| 10.º \| Tom Van Asbroeck \| Israel-Premier Tech \| + 0 s \| \| |                  |                                    |                 |
| |                  |                                    |                 |
| Fuente: ProCyclingStats |                  |                                    |                 |
| Clasificación de la etapa |                  |                                    |                 |
| Ciclista | Ciclista         | Equipo                             | Tiempo          |
| 1.º | Fabio Jakobsen   | Quick-Step Alpha Vinyl             | 3 h 47 min 03 s |
| 2.º | Jasper Philipsen | Alpecin-Fenix                      | + 0 s           |
| 3.º | Gerben Thijssen  | Intermarché-Wanty-Gobert Matériaux | + 0 s           |
| 4.º | Sam Bennett      | Bora-Hansgrohe                     | + 0 s           |
| 5.º | Max Walscheid    | Cofidis                            | + 0 s           |
| 6.º | Amaury Capiot    | Arkéa-Samsic                       | + 0 s           |
| 7.º | Mads Pedersen    | Trek-Segafredo                     | + 0 s           |
| 8.º | Alberto Dainese  | Team DSM                           | + 0 s           |
| 9.º | Sasha Weemaes    | Sport Vlaanderen-Baloise           | + 0 s           |
| 10.º | Tom Van Asbroeck | Israel-Premier Tech                | + 0 s           |

## Clasificaciones finales
- Las clasificaciones finalizaron de la siguiente forma:[2]

### Clasificación general
| \| Clasificación general \| Clasificación general \| Clasificación general \| Clasificación general \| Clasificación general \| \| Ciclista \| Ciclista \| Equipo \| Tiempo \| \| \| --------------------- \| --------------------- \| --------------------------------------- \| --------------------- \| --------------------- \| \| 1.º \| Mauro Schmid \| Quick-Step Alpha Vinyl \| 15 h 58 min 40 s \| \| \| 2.º \| Tim Wellens \| Lotto-Soudal \| + 0 s \| \| \| 3.º \| Quinten Hermans \| Intermarché-Wanty-Gobert Matériaux \| + 12 s \| \| \| 4.º \| Lorenzo Rota \| Intermarché-Wanty-Gobert Matériaux \| + 45 s \| \| \| 5.º \| Victor Campenaerts \| Lotto-Soudal \| + 1 min 09 s \| \| \| 6.º \| Dries De Bondt \| Alpecin-Fenix \| + 1 min 54 s \| \| \| 7.º \| Mads Pedersen \| Trek-Segafredo \| + 2 min 12 s \| \| \| 8.º \| Jasper Philipsen \| Alpecin-Fenix \| + 2 min 34 s \| \| \| 9.º \| Oscar Riesebeek \| Alpecin-Fenix \| + 2 min 37 s \| \| \| 10.º \| Aaron Gate \| Bolton Equities Black Spoke Pro Cycling \| + 3 min 03 s \| \| |                    |                                         |                  |
| |                    |                                         |                  |
| Fuente: ProCyclingStats |                    |                                         |                  |
| Clasificación general |                    |                                         |                  |
| Ciclista | Ciclista           | Equipo                                  | Tiempo           |
| 1.º | Mauro Schmid       | Quick-Step Alpha Vinyl                  | 15 h 58 min 40 s |
| 2.º | Tim Wellens        | Lotto-Soudal                            | + 0 s            |
| 3.º | Quinten Hermans    | Intermarché-Wanty-Gobert Matériaux      | + 12 s           |
| 4.º | Lorenzo Rota       | Intermarché-Wanty-Gobert Matériaux      | + 45 s           |
| 5.º | Victor Campenaerts | Lotto-Soudal                            | + 1 min 09 s     |
| 6.º | Dries De Bondt     | Alpecin-Fenix                           | + 1 min 54 s     |
| 7.º | Mads Pedersen      | Trek-Segafredo                          | + 2 min 12 s     |
| 8.º | Jasper Philipsen   | Alpecin-Fenix                           | + 2 min 34 s     |
| 9.º | Oscar Riesebeek    | Alpecin-Fenix                           | + 2 min 37 s     |
| 10.º | Aaron Gate         | Bolton Equities Black Spoke Pro Cycling | + 3 min 03 s     |

### Clasificación por puntos
| Clasificación por puntos | Clasificación por puntos | Clasificación por puntos           | Clasificación por puntos | Clasificación por puntos |
| Ciclista                 | Ciclista                 | Equipo                             | Puntos                   |                          |
| ------------------------ | ------------------------ | ---------------------------------- | ------------------------ | ------------------------ |
| 1.º                      | Mads Pedersen            | Trek-Segafredo                     | 94 pts                   |                          |
| 2.º                      | Jasper Philipsen         | Alpecin-Fenix                      | 87 pts                   |                          |
| 3.º                      | Tim Wellens              | Lotto-Soudal                       | 53 pts                   |                          |
| 4.º                      | Quinten Hermans          | Intermarché-Wanty-Gobert Matériaux | 49 pts                   |                          |
| 5.º                      | Fabio Jakobsen           | Quick-Step Alpha Vinyl             | 43 pts                   |                          |
| 6.º                      | Alberto Dainese          | Team DSM                           | 37 pts                   |                          |
| 7.º                      | Lorenzo Rota             | Intermarché-Wanty-Gobert Matériaux | 34 pts                   |                          |
| 8.º                      | Gerben Thijssen          | Intermarché-Wanty-Gobert Matériaux | 32 pts                   |                          |
| 9.º                      | Sasha Weemaes            | Sport Vlaanderen-Baloise           | 28 pts                   |                          |
| 10.º                     | Mauro Schmid             | Quick-Step Alpha Vinyl             | 25 pts                   |                          |

### Clasificación de la combatividad
| Clasificación de la combatividad | Clasificación de la combatividad | Clasificación de la combatividad | Clasificación de la combatividad | Clasificación de la combatividad |
| Ciclista                         | Ciclista                         | Equipo                           | Puntos                           |                                  |
| -------------------------------- | -------------------------------- | -------------------------------- | -------------------------------- | -------------------------------- |

### Clasificación por equipos
| Clasificación por equipos | Clasificación por equipos          | Clasificación por equipos | Clasificación por equipos |
| Equipo                    | Equipo                             | Tiempo                    |                           |
| ------------------------- | ---------------------------------- | ------------------------- | ------------------------- |
| 1.º                       | Intermarché-Wanty-Gobert Matériaux | 48 h 00 min 54 s          |                           |
| 2.º                       | Quick-Step Alpha Vinyl             | + 1 min 59 s              |                           |
| 3.º                       | Alpecin-Fenix                      | + 2 min 33 s              |                           |
| 4.º                       | Lotto-Soudal                       | + 7 min 06 s              |                           |
| 5.º                       | Israel-Premier Tech                | + 12 min 30 s             |                           |

## Evolución de las clasificaciones
| Etapa                   |                         | Ganador _        | Clasificación general | Puntos        | Jóvenes         | Equipo _                           |
| ----------------------- | ----------------------- | ---------------- | --------------------- | ------------- | --------------- | ---------------------------------- |
| 1.ª etapa               | etapa llana             | Mads Pedersen    | Mads Pedersen         | Mads Pedersen | Thibau Nys      | Intermarché-Wanty-Gobert Matériaux |
| 2.ª etapa               | etapa llana             | Jasper Philipsen | Mads Pedersen         | Mads Pedersen | Thibau Nys      | Intermarché-Wanty-Gobert Matériaux |
| 3.ª etapa               | contrarreloj individual | Yves Lampaert    | Mads Pedersen         | Mads Pedersen | Kévin Vauquelin | Quick-Step Alpha Vinyl             |
| 4.ª etapa               | etapa escarpada         | Quinten Hermans  | Mauro Schmid          | Mads Pedersen | Kévin Vauquelin | Intermarché-Wanty-Gobert Matériaux |
| 5.ª etapa               | etapa llana             | Fabio Jakobsen   | Mauro Schmid          | Mads Pedersen | Kévin Vauquelin | Intermarché-Wanty-Gobert Matériaux |
| Clasificaciones finales | Clasificaciones finales |                  | Mauro Schmid          | Mads Pedersen | Kévin Vauquelin | Intermarché-Wanty-Gobert Matériaux |

## UCI World Ranking
La Vuelta a Bélgica otorgó puntos para el UCI World Ranking para corredores de los equipos en las categorías UCI WorldTeam, UCI ProTeam y Continental. Las siguientes tablas son el baremo de puntuación y los diez corredores que obtuvieron más puntos:
| Posición              | 1.º | 2.º | 3.º | 4.º | 5.º | 6.º | 7.º | 8.º | 9.º | 10.º | 11.º | 12.º | 13.º | 14.º | 15.º | 16.º-30.º | 31.º-40.º |
| Clasificación general | 200 | 150 | 125 | 100 | 85  | 70  | 60  | 50  | 40  | 35   | 30   | 25   | 20   | 15   | 10   | 5         | 3         |
| Por etapa             | 20  | 10  | 5   |     |     |     |     |     |     |      |      |      |      |      |      |           |           |
| Líder                 | 5   |     |     |     |     |     |     |     |     |      |      |      |      |      |      |           |           |

| Clasificación |                    |                                    |         |       |       |       |
| Posición      | Ciclista           | Equipo                             | General | Etapa | Líder | Total |
| ------------- | ------------------ | ---------------------------------- | ------- | ----- | ----- | ----- |
| 1.º           | Mauro Schmid       | Quick-Step Alpha Vinyl             | 200     | 10    | 5     | 215   |
| 2.º           | Tim Wellens        | Lotto Soudal                       | 150     | 15    | -     | 165   |
| 3.º           | Quinten Hermans    | Intermarché-Wanty-Gobert Matériaux | 125     | 20    | -     | 145   |
| 4.º           | Mads Pedersen      | Trek-Segafredo                     | 60      | 35    | 15    | 110   |
| 5.º           | Lorenzo Rota       | Intermarché-Wanty-Gobert Matériaux | 100     | -     | -     | 100   |
| 6.º           | Victor Campenaerts | Lotto Soudal                       | 85      | -     | -     | 85    |
| 7.º           | Jasper Philipsen   | Alpecin-Fenix                      | 50      | 35    | -     | 85    |
| 8.º           | Dries De Bondt     | Alpecin-Fenix                      | 70      | -     | -     | 70    |
| 9.º           | Oscar Riesebeek    | Alpecin-Fenix                      | 40      | -     | -     | 40    |
| 10.º          | Aaron Gate         | Bolton Equities Black Spoke        | 35      | -     | -     | 35    |